# Реттенбах-ам-Ауэрберг
Реттенбах-ам-Ауэрберг (нем. Rettenbach am Auerberg) — община в Германии, в земле Бавария.
Подчиняется административному округу Швабия. Входит в состав района Восточный Алльгой и непосредственно подчиняется управлению административного сообщества Штёттен-ам-Ауэрберг. Официальный код — 09 7 77 183.
По данным на 31 декабря 2015 года:
- территория — 1289,82 га;
- население — 827 чел.;
- плотность населения — 64,12 чел./км²;
- землеобеспеченность с учётом внутренних вод — 15 596,37 м²/чел.

Община была образована 1 января 1994 года путём выделения из общины Штёттен-ам-Ауэрберг.

## Население
По оценке на 31 декабря 2015 года население общины составляет 827 человек.
| Дата      | 1840 | 1871 | 1900 | 1925 | 1939 | 1950 | 1961 | 1970 | 1987 | 2011 |
| --------- | ---- | ---- | ---- | ---- | ---- | ---- | ---- | ---- | ---- | ---- |
| Население | 412  | 447  | 496  | 473  | 420  | 665  | 520  | 559  | 576  | 799  |

| Год       | 1960 | 1970 | 1980 | 1990 | 2000 | 2009 | 2010 | 2011 | 2012 | 2013 | 2014 | 2015 |
| --------- | ---- | ---- | ---- | ---- | ---- | ---- | ---- | ---- | ---- | ---- | ---- | ---- |
| Население | 564  | 600  | 557  | 855  | 732  | 807  | 810  | 808  | 805  | 831  | 834  | 827  |